# 北京东路 (上海)

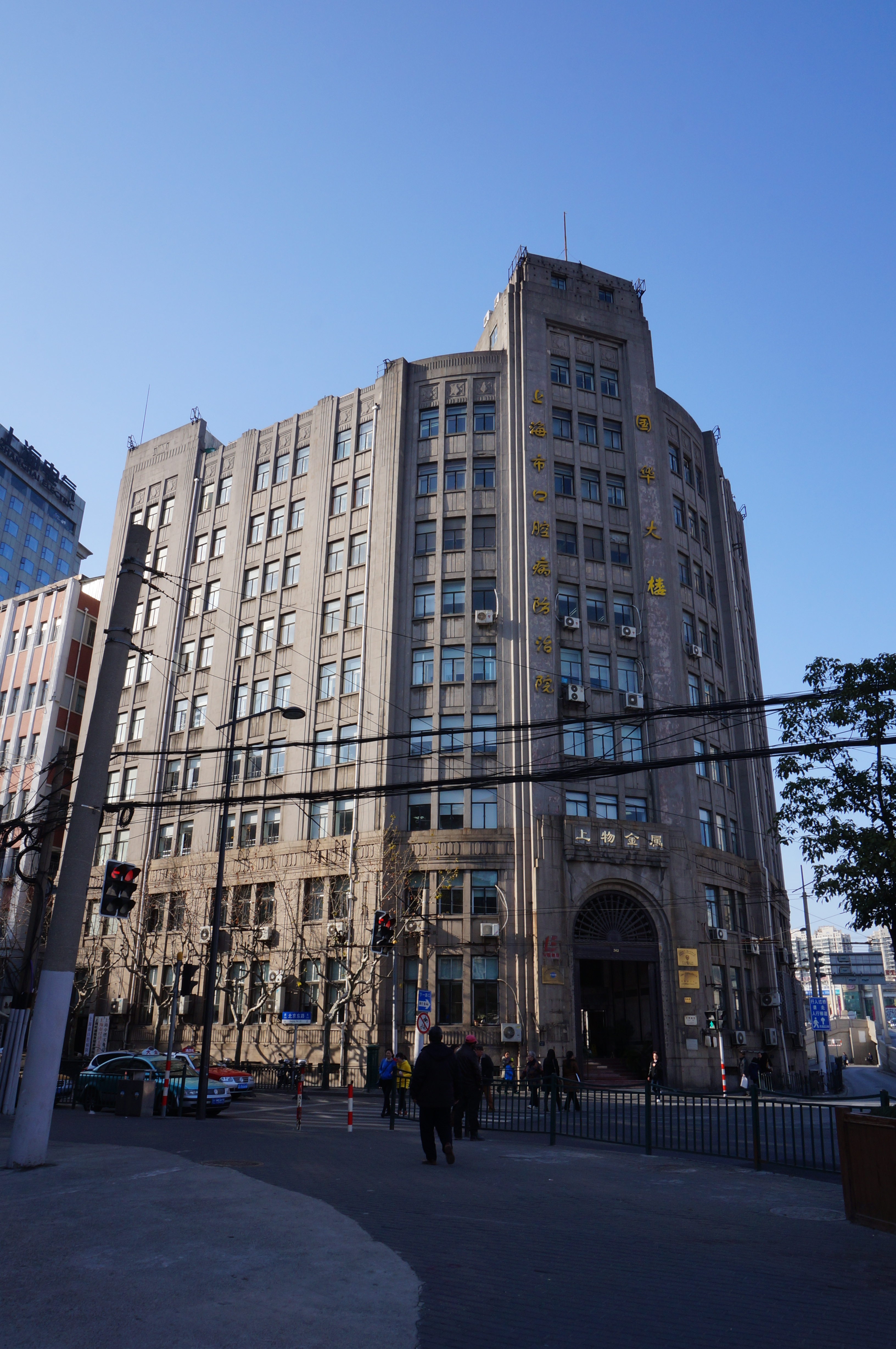
国华银行大楼

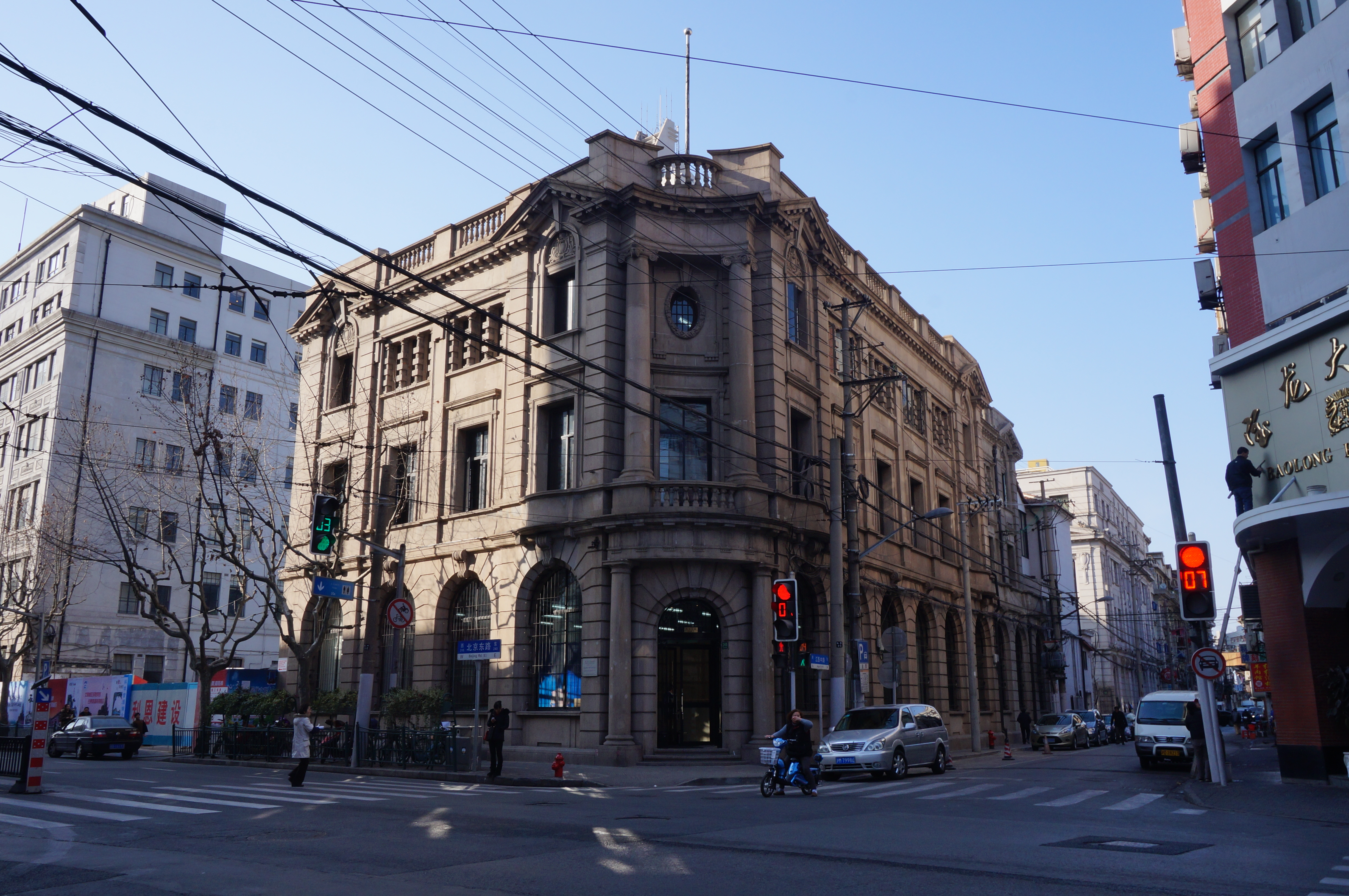
四明银行大楼

北京东路是中國上海市黄浦区北部的一条东西走向道路。东起中山东一路（外滩），西至西藏中路。中间由东向西与圆明园路、虎丘路、四川中路、江西中路、河南中路、山东北路、山西南路、福建中路、浙江中路、广西北路、贵州路等15条道路相交。全长1683米，宽21～27米。
北京东路是上海开埠初英租界开辟的直通黄浦江的干道之一，始建于1849年，到1876年完成。该路最初名为领事馆路(Consulate Road)，因东端设有英国领事馆而得名，俗称后大马路。1865年正式定名北京路。1945年改名北京东路。
北京东路东段在租界时代多为洋行、银行；中段和西段多为五金、建材、机电专业商店。

## 历史建筑
- 北京东路2号（北京东路中山东一路口）——格林邮船大楼，建成于1922年，今为上海清算所，第二批上海市优秀历史建筑
- 北京东路31-91号——益丰洋行大楼，建于1911年，今为益丰外滩源，第二批上海市优秀历史建筑
- 北京东路130号——中实银行大楼，建于1929年，今为外滩源的一部分
- 北京东路190号——沙美大楼，建成于1921年
- 北京东路230号——浙江兴业银行大楼，建成于1935-1936年，今为宝龙大酒楼，第四批上海市优秀历史建筑
- 北京东路232--240号——四明银行大楼，建成于1921年，第三批上海市优秀历史建筑
- 北京东路239-255号——中国垦业银行大楼，建成于1932年，第四批上海市优秀历史建筑
- 北京东路270号——中一信托股份公司，建成于1924年，第四批上海市优秀历史建筑
- 北京东路280号——盐业大楼，建成于1931年，第四批上海市优秀历史建筑
- 北京东路342号——国华银行大楼，建成于1933年，第二批上海市优秀历史建筑
- 北京东路780号——黄浦剧场，原金城大戏院，建成于1934年，第四批上海市优秀历史建筑

## 交汇道路（东向西）
- 中山东一路
- 圆明园路
- 虎丘路
- 四川中路
- 江西中路
- 河南中路
- 山东北路
- 山西南路
- 福建中路
- 浙江中路
- 贵州路
- 芝罘路
- 西藏中路